# Tulskij
Tulskij (ros. Тульский) – osiedle w Rosji, w Adygei. Do 2011 roku posiadało status osiedla typu miejskiego.

## Demografia
- 2010 – 10 732[3]
- 2020 – 11 236[1]